# Resende (Rio de Janeiro)
Pour les articles homonymes, voir Resende.
Resende est une ville brésilienne de l'État de Rio de Janeiro. Sa population était estimée à 122 068 habitants en 2012. La municipalité s'étend sur 1 114 km2.
Resende est située sur la Dutra, autoroute reliant Rio et Sao Paulo, au kilomètre 300. Elle a été construite de part et d'autre de la rivière "Rio Paraiba", que l'on peut traverser grâce à trois ponts.
Les deux quartiers principaux sont le "Campos Eliseos" et le "Centro", de chaque côté de la rivière ; c'est là que se trouvent la plupart des commerces.
Motrice du dynamisme de Resende, l'académie militaire de l'Agulhas Negras peut être visitée. Elle s'étend sur 67 km2, possède son propre hall d'exposition, un hôpital et un théâtre.
Resende est surtout connue à l'étranger car elle est terre d'accueil de nombreux expatriés travaillant dans les entreprises internationales de Porto Real.

## Maires
| Période | Période | Identité            | Étiquette | Qualité |
| ------- | ------- | ------------------- | --------- | ------- |
| 2009    | 2012    | José Rechuan Junior | DEM       |         |

## Économie

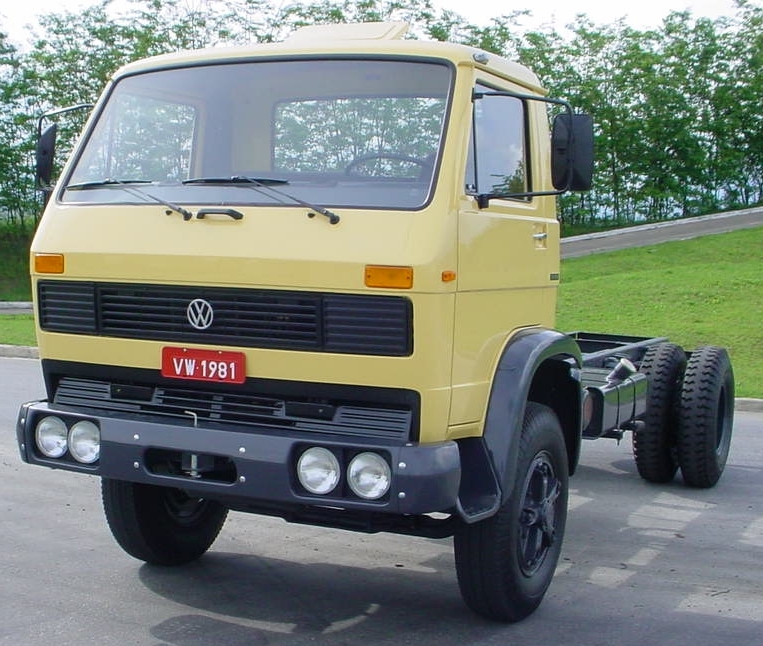
Le 13.130, produit à l'usine de Resende

L'automobile y est particulièrement présente car la ville abrite une usine de fabrication de pneumatiques du groupe français Michelin ainsi qu'une unité de montage de camions du groupe Volkswagen AG, produisant des véhicules sous les marques Volkswagen et Constellation.